# Плотников, Иван Фёдорович
Ива́н Фёдорович Пло́тников (4 сентября 1925, Королёво, Башкирская АССР — 13 июля 2011, Екатеринбург) — советский и российский учёный-историк. Доктор исторических наук (1967), профессор (1968), Заслуженный деятель науки РСФСР (1985).

## Биография
Родился в 1925 году в деревне Королёво в семье крестьян. Отец — Фёдор Николаевич Плотников, в Гражданскую войну был партизаном-блюхеровцем, мать — Агриппина Евсеевна, в девичестве Останина. Через года полтора семья переехала жить на станцию Хребет, в 14 км от Златоуста. Отец, получивший работу железнодорожника, через год отправил семью обратно, пообещав вскоре приехать, но завёл новую семью и не вернулся.
В 1928 году Иван с матерью переехали в Байки. В возрасте 13 лет начал подрабатывать: сначала на подноске кирпичей в бригаде каменщиков, в 14—15 лет стал пастушком-погонщиком у гуртоправа, летом 1941 года стал учеником ремонтных рабочих и комбайнера на машинно-тракторной станции (МТС) в Караидели, живя в это время у родственников.
Участник Великой Отечественной войны. Полковник в отставке. Награждён орденом Отечественной войны I степени (06.04.1985), двумя орденами Красной Звезды (?, 08.06.1967).
Кандидат в члены ВКП(б) с 1946 года, член партии с 1949 года. С 1947 года работал учителем в средних школах Караидельского и Аскинского районов Башкирской АССР.
В 1949 году окончил Башкирский педагогический институт (ныне Уфимский университет науки и технологий), после чего поступил в аспирантуру при Уральском университете, окончил её в 1954 году и там защитил диссертацию на соискание учёной степени кандидата исторических наук по теме «Коммунистическая партия Советского Союза — вдохновитель и организатор героического труда советской интеллигенции в годы Великой Отечественной войны (1941—1945 гг.)».
С 1954 года работал в вузах Свердловска, в частности в Уральском педагогическом институте, доцент (1958). В 1962—1975 годах — заведующий кафедрой истории КПСС в Свердловском горном институте им. В. В. Вахрушева. В 1967 году в Пермском государственном университете имени А. М. Горького защитил диссертацию на соискание учёной степени доктора исторических наук по теме «Большевистское подполье на Урале и в Сибири в период иностранной военной интервенции и гражданской войны (1918—1920 гг.)».
С 1972 года — профессор Уральского государственного университета, в 1975—1992 годах — заведующий кафедрой истории КПСС (политической истории) в Институте повышения квалификации преподавателей общественных наук УрГУ, с 1992 года — профессор-консультант. Действительный член Академии гуманитарных наук (1999).

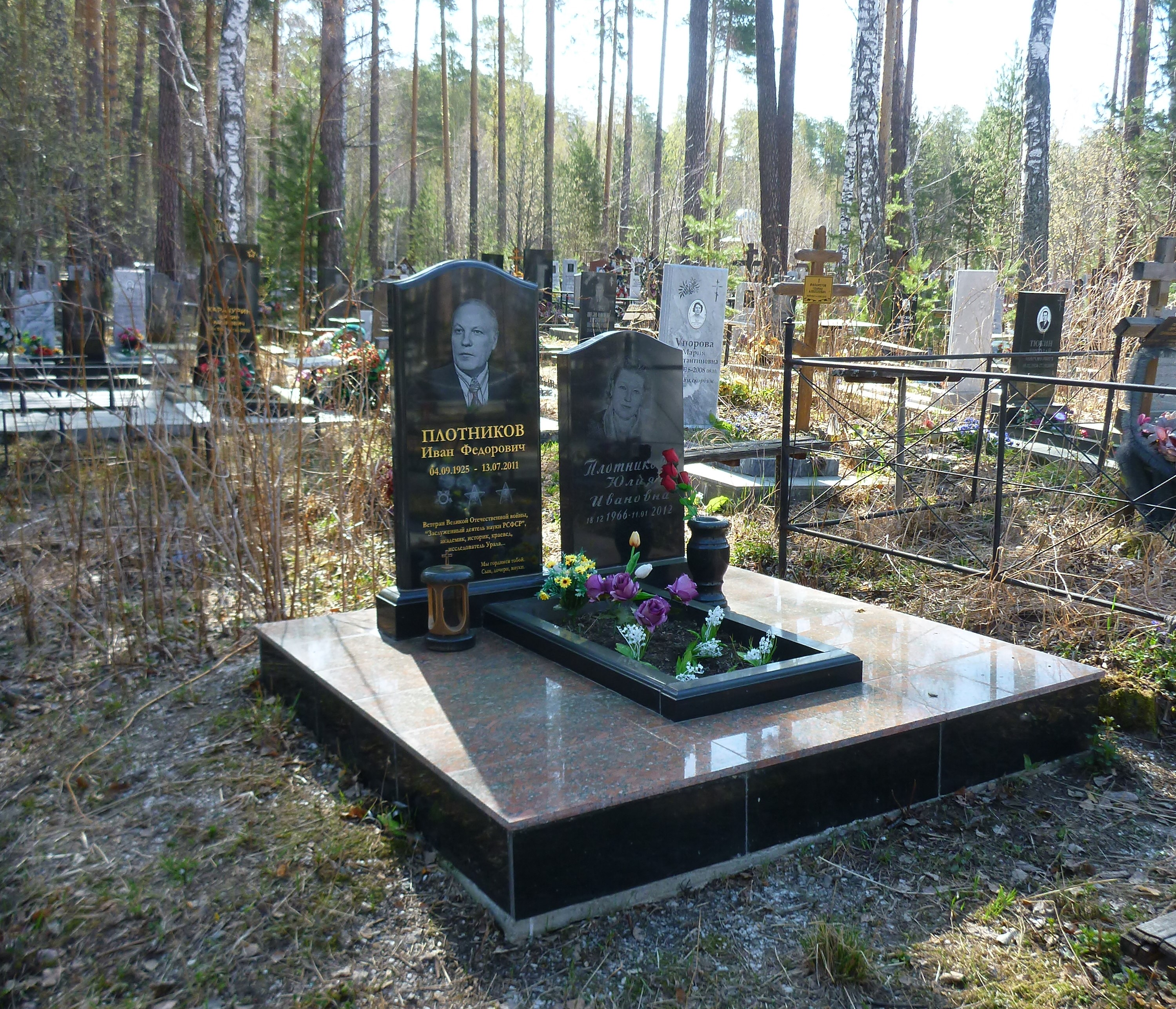
Надгробие Ивана Плотникова на Лесном кладбище Екатеринбурга (фото 2021 года)

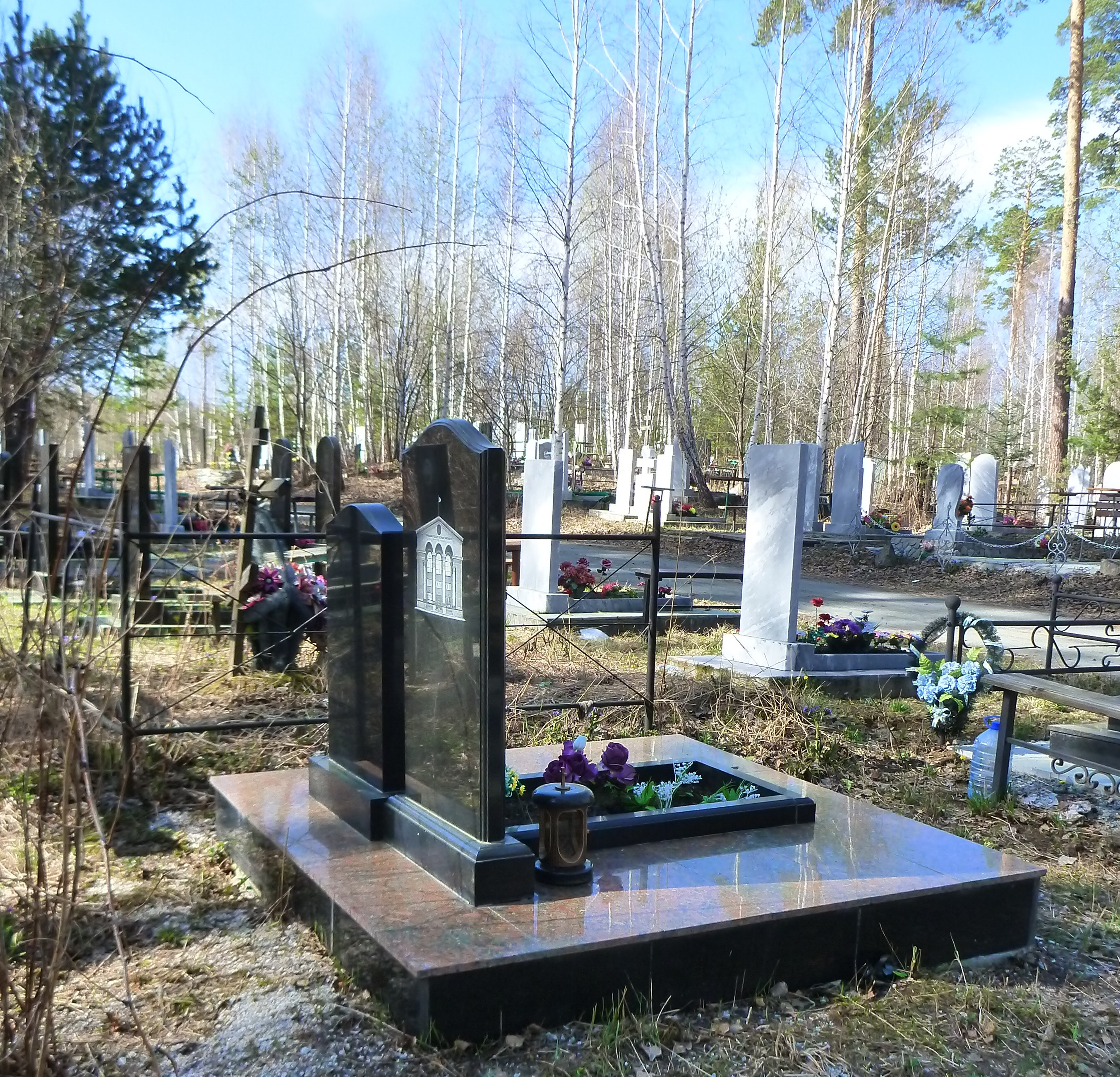
Символика УрГУ на оборотной стороне памятника Ивану Плотникову

Скончался 13 июля 2011 года в Екатеринбурге. Похоронен на Лесном кладбище.

## Научная деятельность
Сфера научных интересов — проблемы истории и историографии гражданской войны на востоке России, особенно противостояния большевистских и антибольшевистских сил на Урале, Сибири и Дальнем Востоке в 1917—1922 годах, а также история Великой Отечественной войны. Автор работ об убийстве царской семьи в 1918 году и деятельности А. В. Колчака.
Входил в ряд Советов Минвузов СССР и Российской Федерации, соавтор нескольких учебных программ по истории для вузов. Продолжительное время был членом научного совета «История революций в России» АН СССР (в дальнейшем — РАН), был председателем Уральской секции. Научный консультант ряда документальных и художественных фильмов. Активно работал с первичными документами, исследовал документы более, чем в 60 архивохранилищах центра и востока России и Казахстана. В Государственном архиве Свердловской области размещён его личный фонд.
Под его научным руководством защищено более 50 кандидатских и докторских диссертаций.
Доктор исторических наук, профессор В. И. Шишкин замечал о Плотникове: «…Он всю жизнь писал о большевистском подполье, о партизанском антиколчаковском движении, героическом рейде Василия Константиновича Блюхера. Сложившийся историк, лучше всех по тем временам знавший большевистское подполье, неожиданно начал писать восторженные статьи об адмирале Колчаке. Такой резкий переход был для меня странным и непонятным».

## Основные работы
Автор более 800 научных трудов, в том числе 31 монографии. Некоторые публикации:
- Героическое подполье. Большевистское подполье Урала и Сибири в годы гражданской войны (1918—1920). — М.: Мысль, 1968;
- Большевистское подполье Урала и Сибири во главе повстанческо-партизанского движения в период разгрома колчаковщины (май 1919 — март 1920 гг.) // Из истории уральских партийных организаций. Выпуск 3. Свердловск, 1969;
- В тылу врага: большевистское подполье Уфимской губернии в годы иностранной военной интервенции и гражданской войны (1918—1919). Уфа: Башкирское книжное издательство, 1971;
- В белогвардейском тылу. — Свердловск, 1978;
- Героическая эпопея Уральской партизанской армии Блюхера. — Уфа: Башкирское книжное издательство, 1986. — 400 с.;
- Во главе революционной борьбы в тылу колчаковских войск: Сибирское (Урало-Сибирское) бюро ЦК РКП(б) в 1918‒1920 гг. — Свердловск: Изд-во Урал. ун-та, 1989. — 336 с.;
- Смута: [Рев. события в Белорец. округе в 1918 г.]. — Уфа: Китап, 1994. — 176 с.;
- Кто убил Колчака? // Родина. — 1995. — № 1. — С. 50‒52;
- Масонство в России: методическое пособие / науч. ред. Ю. В. Величко. — Екатеринбург: Уральский государственный университет им. А. М. Горького, 1996;
- Александр Васильевич Колчак. Жизнь и деятельность. — Ростов-н/Д: Феникс, 1998;
- Александр Васильевич Колчак: исследователь, генерал, Верховный правитель России. — М., 2002;
- Правда истории. Гибель Царской Семьи. — Екатеринбург: Свердловская региональная общественная организация «За духовность и нравственность»; [М.: Паломник], 2003. — [528 с.] ISBN 5-9900008-1-2 (2-е изд. 2008);
- О команде убийц царской семьи и её национальном составе // Урал. — 2003. — № 9. — С. 229‒237;
- Гражданская война на Урале: энциклопедия и библиография : в 3 т. — Екатеринбург. 2007;
- Стихи военно-послевоенной юности, экспромты, поэтические опыты последующих лет. — Екатеринбург, 2009.

## Награды и премии
Награждён орденом Отечественной войны I степени, дважды — орденом Красной Звезды, 16 медалями.
Лауреат премий имени В. Н. Татищева и Г. В. де Геннина (1999).